# 阿布哈兹国徽
阿布哈兹共和国国徽于1992年7月23日，在宣布从格鲁吉亚独立前夕，由阿布哈兹最高苏维埃（即最高立法单位）批准启用。国徽为一金边盾牌，竖分为白绿两半。白色象征万物灵性，绿色象征青春和生命。中心图案是位骑在神话般的骏马上向天空射箭的勇士萨斯雷克瓦，马名为阿拉什，场景取自北高加索地区史诗纳尔特史诗典故。勇士上方左右两侧镶有两个八角太阳，代表东西方的融合。下方正中有一个更大号的八角太阳。

## 历史国徽

阿布哈茲公国
阿布哈茲苏维埃社会主义共和国 (1928-1931)
阿布哈茲苏维埃社会主义自治共和国 (1978-1992)

### 自治共和国

1921–1925
1921–1925
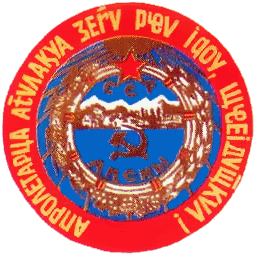
1925–1926
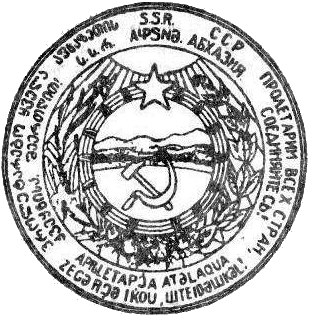
1926–1928
1928–1931

## 参阅
- 阿布哈兹
- 阿布哈兹国旗